# Redd Pepper
Redd Pepper (nacido el 23 de junio de 1961) es un actor de voz británico.
Pepper destaca por su trabajo en la narración de diversos tráileres para películas como Amistad, The Blair Witch Project, Men in Black y Boogie Nights. Su estilo vocal es similar al de Don LaFontaine.

## Biografía
Nacido en Barbados, Pepper se mudó a Londres cuando era joven junto con sus seis hermanas y tres hermanos. Asistió al Sedghill Secondary School en Lewisham, sudeste de Londres.
Su primer trabajo fue en un restaurante de McDonald's, luego del cual pasó seis meses como bombero, y luego se convirtió en conductor de trenes en el metro de Londres. Su trabajo lo aburría muy fácilmente y solía detener el tren entre las estaciones, apagar las luces y comenzar a hablar por el sistema de altavoces.
Fue entonces cuando en 1996, uno de los pasajeros que transportaba resultó ser un ejecutivo de televisión, quien le ofreció su tarjeta, y le pidió que lo llamara. Después de prestar su voz para numerosas voces en off en diversos canales de televisión y anuncios, comenzó a hacer avances de películas, siendo Space Jam su primera experiencia en 1996. También le dio la voz a Mike LeRoi en el videojuego Shadow Man y a Blade en el videojuego del mismo nombre. Sin embargo, su salto a la fama llegó luego de prestar su voz para las películas  Armageddon e Independence Day, cuando fue confundido con el actor de voz Don LaFontaine. 
Pepper también es un actor de teatro, habiendo aparecido en una producción del Festival de Edimburgo. El 24 de diciembre de 2010, participó del programa de televisión Eggheads de la BBC.
En octubre de 2015, Pepper reemplazó a Peter Dickson como la voz en off del reality show británico The X Factor. Sin embargo, solo estuvo presente como una voz en off en Judges 'Houses, cuando Dickson anunció su regreso el 30 de octubre de 2015.
En abril de 2017, Pepper se desempeñó como locutor en The Nightly Show.